# 748 Simeïsa
748 Simeïsa este un asteroid din centura principală, descoperit pe 14 martie 1913, de Grigori Neuimin.